# Cala Pudenta
La Cala Pudenta o Cala Pudent està situada a l'illa de Menorca i concretament al nord del municipi d'Es Mercadal.
Té la longitud de 50 metres, és molt estreta i molt profunda. Es troba a 11 kilòmetres de Fornells i per arribar-hi és molt fàcil, es pot arribar en cotxe fàcilment sempre seguint les senyalitzacions.
És una platja molt rocosa i més enllà de les roques es troba un port enfront de sa platja.
El seu nom de platja pudenta el rep pel fanguer que hi ha.